# توم بورغس (لاعب كرة قدم كندية)
توم بورغس (بالإنجليزية: Tom Burgess)‏ هو لاعب كرة قدم كندية أمريكي، ولد في 6 مارس 1964 في نيوارك في الولايات المتحدة.